# Statisztikák az ateizmusról és vallásról
Az ateizmusról és vallásosságról szóló felmérések sokszor pontatlanok és torzak. Az ateizmus, agnoszticizmus környékén vannak fogalmi tisztátalanságok, nem mindenki tudja pontosan, melyik mit jelent. Így például elképzelhető, hogy egy buddhista vallású ember ateista, amennyiben nem hisz istenben. Sőt, transzcendencia-mentes buddhizmus is létezik. Kérdéses a valamilyen egyházhoz tartozók esetében az, hogy mekkora a különbség az aktív és passzív (gyakorló és nem gyakorló) hívők között, továbbá a nem válaszolók besorolása. Egyre nagyobb csoportot alkotnak az ú.n. maguk módján hívők, akik egy gondatlanul előkészített felmérésnél szintén megoszolhatnak csoportok között.

## Az ateizmus vagy vallásosság összefüggései más faktorokkal

### Végzettség foka
A Pew Center által 2016-ban végzett felmérés szerint a zsidók a legtanultabb vallásos csoport az oktatásban töltött átlag 13,4 évvel. A keresztények adják a második legtanultabb csoportot 9,3 évvel, ugyanakkor az esetükben kiemelendőek a rendkívül nagy regionális különbségek: míg Észak-Amerikában a keresztények 12,5 évet töltenek az oktatásban átlagosan, addig szub-szaharai Afrikában csupán 6 évet.
A harmadik legtanultabb csoportba a "vallástalanokat" sorolták – ide értve az ateistákat, az agnosztikusakat, illetve azokat, akik egyik valláshoz tartozónak sem ítélték magukat. Esetükben az oktatásban eltöltött idő átlagosan 8,8 év, és mintegy 16%-uk rendelkezik diplomával.
A buddhisták átlagosan 7,9 évet töltenek el az oktatásban, és a 12%-uk felsőfokú végzettséggel rendelkezik.
A tanulmány szerint az oktatásban legkevesebb időt eltöltő vallásos csoportok a muszlimok és a hinduk: átlagosan 5,3 évvel. Ehhez hozzájárul, hogy a muszlim lakosság 36%-a, és a hindu lakosság 41%-a egyáltalán nem lép be az oktatásba. Fekete-Afrikában a keresztények jelentősen magasabb fokú oktatásban részesülnek, mint a muszlimok, ami valószínűleg a keresztény misszióknak és iskoláknak tudható be.
Egy 2015-ös, a Gallup International által végzett felmérés szerint a leginkább vallásos csoportok alacsonyabb végzettséggel rendelkeznek, ugyanakkor a vallásos emberek átlagosan többségben voltak az oktatás minden szintjén.
Egy 2014-es tanulmány szerint a Nagy-Britanniában évtizedekig megfigyelhető tendencia, miszerint az alacsonyabb fokú végzettségűek között magasabb volt a vallásosak száma, mára megfordult: jelenleg az alacsonyabb fokú végzettségűek között magasabb a vallástalanok száma, és a magasabb fokú végzettségűek között magasabb a vallásosaké.
A General Social Survey által végzett adatok alapján, minél tanultabb valaki, bizonyos tekintetben annál nagyobb az esélye, hogy vallásos legyen. Philip Schwadel szerint minden egyes oktatásban eltöltött évvel 15%-kal növekszik annak az esélye, hogy a személy részt vesz vallásos rendezvényeken, és 9%-kal növekszik annak az esélye, hogy rendszeresen olvassa a Bibliát. Schwadel erről így nyilatkozott: "minél tanultabb vagy, annál kisebb az esélye, hogy azt mondod: nem hiszek Istenben... és annál magasabb az esélye, hogy azt mondod: hiszek egy felső hatalomban."
Bradley Wright szociológus a 2008-as Pew US Religious Landscape Survey adataiból megállapította, hogy a vallásos csoportok szignifikánsan magasabb végzettségűek, mint a vallástalanok. "Ebben az az irónia – tette hozzá -, hogy a vallástalanok a vallás elutasítását a magasabb szintű oktatással magyarázzák, holott számos vallásos csoport túltesz rajtuk végzettség terén."
Wright úgy találta, hogy az Egyesült Államokban a legmagasabb fokú végzettsége a hinduknak, az episzkopális egyház híveinek, a zsidóknak, a presbiteriánusoknak, a buddhistáknak és az ortodox keresztényeknek van, míg messzemenően a legalacsonyabb fokú végzettséggel a Jehova tanúi rendelkeznek. A vallástalanok alig haladják meg az ország átlagát a végzettség tekintetében. Patricia Snell és Christian Smith szociológusok szerint a korábbi generációval szemben a mai egyetemi hallgatók nagyobb valószínűséggel vallásosak, mint azok, akik nem járnak egyetemre.
Egy 2002-es Gallup-kutatás szerint a vallásosság és a végzettség kérdése meglehetősen komplex. A kutatásaik alapján az USA-ban a diplomával rendelkezők 88%-a mondta azt, hogy hisz istenben, és 70%-a volt tagja valamiféle felekezetnek. A nem-diplomások 97%-a mondta ugyan, hogy hisz valamiféle felsőbb erőben, azonban csak 64%-a volt tagja valamilyen felekezetnek.
Neil Gross és Solon Simmons 20 különböző tudományágban dolgozó, 1200 professzor bevonásával készített tanulmányában azt találta, hogy a professzorok nagy része vallásos volt még a legnevesebb egyetemeken is. A tanulmány szerint a professzorok 9,8%-a ateista, 13,1%-a agnosztikus, 19,2%-a hisz valamiféle felső hatalomban, 4,3%-a egy ideig istenhívő volt, 16,6%-nak vannak kétségei, de hisz Istenben, és a 34,9%-uk teljesen bizonyos benne, hogy Isten létezik. Ugyan a vallástalanok a legnevesebb egyetemeken is kisebbségben vannak, ezeken a helyeken a professzorok 36,5%-a volt ateista vagy agnosztikus, és 20,4%-a hitte minden kétséget kizáróan Isten létezését.
W. Bradford Wilcox szociológus szerint, az alacsonyabb végzettségű egyének általában vallástalanabbak az Egyesült Államokban. Tanulmányában kiemeli, hogy amíg az agnosztikusok viszonylag jó végzettséggel rendelkeznek, addig az ateisták általában alacsony iskolai végzettségűek.
A Pew Center kutatásai alapján az USA-ban a következő arányok figyelhetők meg a végzettség és a vallási csoport tekintetében: a hinduk 77%-a rendelkezik diplomával; ezt követik az unitárius keresztények 67%-kal, a zsidók 59%-kal, az anglikánok 57%-kal, az episzkopálisok 56%-kal, a pesbiteriánusok 47%-kal. Ugyanezen kutatás alapján az ateisták 43%-a, és az agnosztikusok 42%-a rendelkezik diplomával, míg ez a szám csupán 24% azok között, akik egyikhez sem tartozónak ítélték magukat.
- A Nature-ben 1998-ban jelent meg egy cikk Edward J. Larsontól és Larry Withamtól, amely az USA vezető tudósai körében nagyobb fokú ateizmust mutatott ki, mint a "sima" tudósok körében. A tudósok körében egyébként is nagyobb volt az ateizmus aránya, mint az átlag amerikaiak körében, és ezen kívül a felmérést összehasonlították egy 1933-as és 1914-es felméréssel. Bár itt metodológiai eltérések is vannak, de úgy tűnik, az ateizmus időben is növekszik.[12]

| Hit a személyes istenben a vezető tudósok körében | 1914  | 1933 | 1998  |
| ------------------------------------------------- | ----- | ---- | ----- |
| Személyes hit                                     | 27,7% | 15%  | 7%    |
| Személyes hitetlenség                             | 52,7% | 68%  | 72,2% |
| Kétség vagy agnoszticizmus                        | 20,9% | 17%  | 20,8% |

| Hit az emberi halhatatlanságban a vezető tudósok körében | 1914  | 1933 | 1998  |
| -------------------------------------------------------- | ----- | ---- | ----- |
| Személyes hit                                            | 35,2% | 18%  | 7,9%  |
| Személyes hitetlenség                                    | 25,4% | 53%  | 76,7% |
| Kétség vagy agnoszticizmus                               | 43,7% | 29%  | 23,3% |

- Egy elsősorban angol nyelvterületen, a filozófia tanszéken dolgozó filozófusok körében elvégzett felmérés szerint a filozófusok majd 73 százaléka ateista.[13]

| Ateista | Teista | Egyéb |
| ------- | ------ | ----- |
| 72,8%   | 14,6%  | 13,6% |

- Az Amerikai Tudományos Társaságok Szövetsége (AAAS) tagjai között 2009-ben végzett Pew Research Center felmérés [14]  szerint a tudósok 51% hisz valamilyen magasabb erőben.
  - 33% hisz Istenben
  - 18% nem hisz Istenben de hisz egy univerzális magasabb erőben
  - 41% nem hisz egyikben se
  - 7% nem válaszolt vagy nem tudja
- Felmérés a felsőfokú tanulmányokat folytatók és nem folytatók vallásosságáról:[15]

| Válaszolók                             | „A vallás nagyon fontos az életükben” | „A vallás minden, vagy legtöbb kérdést meg tud válaszolni a mindennapi életükben” |
| -------------------------------------- | ------------------------------------- | --------------------------------------------------------------------------------- |
| Felsőfokú tanulmányokat folytatott     | 53%                                   | 58%                                                                               |
| Felsőfokú tanulmányokat nem folytatott | 63%                                   | 65%                                                                               |

- Felmérés az USA-ban a vallásosság és a tudományos tevékenység összefüggéséről.[16] A százalékos értékek gyanúsak, hogy erősen kerekítettek.

| Válaszolók                  | „Hiszek istenben (és a túlvilági életben)” |
| --------------------------- | ------------------------------------------ |
| USA átlag                   | 90%                                        |
| Tudósok B.Sc. végzettséggel | 40%                                        |
| Kiemelkedő tudósok          | 10%                                        |
| matematikusok               | 40%                                        |
| biológusok                  | 30%                                        |
| fizikusok                   | 20%                                        |

- Dawkins 2006-ban beszámol olyan felmérésekről, amely szerint az Amerikai Tudományos Akadémia és a Royal Society tagjai között még elenyészőbb a hívő emberek aránya, a Nobel-díjasok között pedig alig akad.
- A WIN-Gallup 2012-ben 57 országban 50000 ember megkérdezésével végzett felmérése alapján a meggyőződéses ateizmus és a vallástalanság minél magasabb végzettség korrelál, a vallásosság pedig negatív korrelációban van vele. Mivel a felmérésben a vallásosság és a meggyőződéses ateizmus mellett szerepel a vallástalan kategória is, ezért a meggyőződéses ateizmus vélhetően az erős ateizmusnak felel meg.[18]

| Végzettség                       | Vallásos személy | Nem vallásos személy | Meggyőződéses ateista |
| -------------------------------- | ---------------- | -------------------- | --------------------- |
| Hiányzó vagy alapfokú végzettség | 68%              | 20%                  | 7%                    |
| Középfokú végzettség             | 61%              | 23%                  | 10%                   |
| Felsőfokú végzettség             | 52%              | 24%                  | 19%                   |

- "Paradox" módon egy felmérés szerint az USA-ban jobban tájékozottabbak az ateisták vallásos kérdésekben is, mint a hívők.[19][20]
- Egy, az előzőeknél valamennyivel alaposabb felmérés, Michael Stirrat and R. Elisabeth Cornwell: "Eminent scientists reject the supernatural: a survey of the Fellows of the Royal Society", Evolution: Education and Outreach, 2013, 6:33, https://doi.org/10.1186/1936-6434-6-33,  Springer. 2013), amely megint brit Royal Society tudósairól szól. A felmérés mintájának nagysága 248 tudós.  A felmérés nagy előnye viszont, hogy a válaszolókat nem kényszerítették bele egy bináris választásba, hanem egy 7-fokú skálából választhattak. Így nem érheti az a vád a felmérést, hogy a binaritás miatt torz, és a kérdés értelmezésének problémái is kisebbek. A 7-es fokozatú skála mellett a tudósok nagyon nagy többsége azt válaszolta, hogy nagyon erősen nem hisz istenben. Nem túlzás azt mondani, hogy valószínűleg erős ateisták. A személyes istenre vonatkozó kérdés átlaga alig kisebb (igaz, már nem nagyon tud hova kisebb lenni), mint az általánosabb kérdés, ez azt jelenti, hogy kevés deista tudós van, aki valamilyen nem személyes "felsőbb erőben" hinne.

|                       | Isten lézezik | Isten lézezik | Isten személyes | Isten személyes | A tudat túlél a halál után | A tudat túlél a halál után |
|                       | Fizikusok     | Biológusok    | Fizikusok       | Biológusok      | Fizikusok                  | Biológusok                 |
| --------------------- | ------------- | ------------- | --------------- | --------------- | -------------------------- | -------------------------- |
| 1 = Teljesen vitatja  | 57            | 93            | 76              | 109             | 71                         | 99                         |
| 2                     | 19            | 15            | 14              | 5               | 19                         | 12                         |
| 3                     | 9             | 5             | 3               | 2               | 2                          | 2                          |
| 4                     | 10            | 2             | 4               | 3               | 7                          | 2                          |
| 5                     | 3             | 2             | 6               | 0               | 1                          | 1                          |
| 6                     | 6             | 1             | 3               | 0               | 7                          | 0                          |
| 7 = Teljesen egyetért | 8             | 4             | 6               | 3               | 6                          | 5                          |
| Összesen              | 112           | 122           | 112             | 122             | 113                        | 121                        |
| Átlag                 | 2,4           | 1,56          | 1,96            | 1,3             | 2,05                       | 1,46                       |
| Szórás                | 0,182         | 0,121         | 0,167           | 0,096           | 0,171                      | 0,12                       |

### Intelligencia
- A Pers Soc Psychol Rev. 2013-as meta-analízise "The relation between intelligence and religiosity: a meta-analysis and some proposed explanations." címmel 0,2-0,25-ös negatív korrelációt számolt a vallásosság és az intelligencia között. A korrelációra különféle magyarázatokat vázolnak fel.
- A University of Waterloo kutatóinak tanulmánya szerint a vallásosság korrelál a metafizikai és szó szerinti szövegek megkülönböztetésének zavarával, az elfogult gondolkodásra való hajlandósággal, negatívan korrelál a nyelvi intelligenciával, matematikai és numerikus képességekkel, és az álbölcsességekre való fogékonysággal, amelyhez a felmérésben speciális tesztet készítettek.[21]

| Teszt                           | Megbízhatóság (Kronbach alfa) | Összefüggés a vallásossággal (Pearson korreláció) |
| ------------------------------- | ----------------------------- | ------------------------------------------------- |
| Hülyeségre való fogékonyság     | 0,82                          | 0,27                                              |
| Szigorú matematikai gondolkodás | 0,74                          | -0,21                                             |
| Előítéletmentes gondolkodás     | 0,59                          | -0,2                                              |
| Nyelvi intelligencia            | 0,65                          | -0,15                                             |
| Numerikus képességek            | 0,47                          | -0,17                                             |
| Ontológiai zavarodottság        | 0,74                          | 0,29                                              |
| Vallásosság                     | 0,94                          | 1,0                                               |

A Kronbach-alfa értéke minél nagyobb, annál megbízhatóbb a teszt. A korreláció minél nagyobb, annál erősebb az összefüggés. A negatív előjel ellentétes összefüggést jelez.
- Helmuth Nyborg tanulmánya szerint[22] az ateisták 1,95 IQ ponttal magasabban teljesítettek, mint az agnosztikusok, 3,82 IQ ponttal magasabban, mint a "liberális meggyőződésűek", és 5,89 IQ ponttal magasabban, mint a dogmatikus meggyőződésűek.

Összefüggés egy ország átlagos intelligenciája és vallásossága között (Lynn et al. 2009). Minden pont egy-egy ország értékeit jelöli. Vízszintes tengely: Istenben nem hívők aránya. Függőleges tengely: átlagos IQ:

Lynn, Harvey & Nyborg tanulmánya 137 ország vallásosságát vizsgálta. Ezen adatokból és az országok átlagos intelligenciahányadosából összefüggést lehet felfedezni az átlagban erősebb vallásosság és az alacsonyabb átlagos intelligencia között.
- Egy felmérés az USA-ban a vallásosság és az IQ között talált összefüggést egyetemisták körében (ezért van 100 felett az átlag)[24]

| Csoport      | IQ  |
| ------------ | --- |
| vallásos     | 100 |
| nem vallásos | 119 |

Felmérés Kanadában a Mensa-tagok vallásos meggyőződéséről, és ennek összehasonlítása a kanadai össznépesség statisztikájával:
| Nem vallásos Mensa tagok Kanadában             | 37,1% |
| Nem vallásos emberek a kanadai össznépességben | 7,3%  |

- Satoshi Kanazawa, a London School of Economics and Political Science evolúciós biológusa egyértelmű, 6-11 pontos különbséget mutatott ki az ateisták és hívők intelligenciája között egy nagy, USA-beli, nemzeti adatbázisban. A 2010-ben publikált felmérése 15197 felnőtt személyt vizsgált. A cikk mindezt a Savanna-effektusnak tulajdonítja.[26][27]
- Egy a Science-ben megjelent cikk szerint a British Columbia-i Egyetemen végzett kísérlet során Will Gervais és munkatársai összefüggést találtak a vallásosság és az analitikus gondolkodás hiányossága között.[28][29]
- Egy az Evolutionary Biology Science-ben megjelent cikk összefoglalja az intelligencia és a vallásosság korrelációjának jelenségét, három modellt mutat be a magyarázatára, majd azt állítják, hogy az egyik modell továbbfejlesztése a legjobb magyarázat. [30]

### Gazdasági és szociális helyzet
- A WIN-Gallup 2012-ben 57 országban 50000 ember megkérdezésével végzett felmérése alapján a meggyőződéses ateizmus és a vallástalanság minél magasabb jövedelemmel korrelál, a vallásosság pedig negatív korrelációban van vele. Mivel a felmérésben a vallásosság és a meggyőződéses ateizmus mellett szerepel a vallástalan kategória is, ezért a meggyőződéses ateizmus vélhetően az erős ateizmusnak felel meg.[18]

| Havi bevétel a háztartásban | Vallásos személy | Nem vallásos személy | Meggyőződéses ateista |
| --------------------------- | ---------------- | -------------------- | --------------------- |
| Alacsony                    | 66%              | 21%                  | 7%                    |
| Közép-alacsony              | 65%              | 21%                  | 9%                    |
| Közepes                     | 56%              | 23%                  | 15%                   |
| Közép-magas                 | 51%              | 24%                  | 20%                   |
| Magas                       | 49%              | 27%                  | 19%                   |

- Gregory S. Paul egy cikkében statisztikai adatokkal támasztotta alá, hogy az iparilag fejlett országok közül az USA, amely igen vallásos ország, sokfajta szociális problémával küzd, és alulmarad a szekulárisabb országokkal szemben. A szociális problémák és a vallásosság között korrelációt talált.[31]
- T.J. Rees "Is personal insecurity a cause of cross-national differences in the intensity of religious belief? " címmel megjelent cikkében összefüggést mutatott ki országonként az emberek bevételeinek különbsége és az imák gyakorisága között.[32]
- A Pew Research Center "Among Wealthy Nations … U.S. Stands Alone in its Embrace of Religion" c. kutatásában összefüggést mutatott ki az egy főre jutó bevétel, és a vallást fontosnak mondó emberek aránya között egy országban. Az összefüggés közel lineáris: gazdagabb országokban egyre kisebb az arány. A regressziós egyenestől sok ország eltér, közöttük az Egyesült Államok (gazdag és magas arány) és a másik oldalon Vietnam (szegény és kis arány) volt a két legfeltűnőbb.[33]

### Erkölcs
Elterjedt nézet – melyet kifejt pl. Bolberitz Pál a "Hit és Tudomány" című riportkötetben –, hogy a "vallásos hit nélkül nincs erkölcs".
Objektivitásra törekvő szociológiai felmérések viszont megkérdőjelezik ezt az összefüggést. Egy átfogó elemzés található meg Ulrich Schnabel "Die Vermessung des Glaubens" című könyvében, melynek összefoglaló megállapítása: "A pszichológiai és szociológiai tanulmányok túlnyomó többsége nem talál talál pozitív kihatást a vallásból a hívő erkölcsi viselkedésére. Sőt, néhány kutató még igen negatív kapcsolatba hozta." (értsd: a vallást és az erkölcsöt, kiemelés az eredetiben). Ez a könyv ezen megállapítását konkrét tanulmányok hivatkozásával és bemutatásával támasztja alá. Ezeket és a továbbiakat a következőkben listázzuk.
- A Current Biology-ben megjelent cikk szerint egy 1170 gyereken a világ 6 nagyon különböző országában elvégzett vizsgálat szerint a vallásosság korrelál az igazságérzettel, a büntetésre való hajlandósággal, de negatívan az altruizmussal.[36]
- A Personality and Social Psychology Review-ban megjelent cikk az Egyesült Államokban korrelációt talált a vallás és a rasszizmus között.[37]
- A Bertelsmann Alapítvány tanulmánya -0.43 – -0.47-es korrelációt talált a társadalmi összetartozás és a vallás fontossága között a mindennapokban. A korrelációt országokra számolták, országos átlagos pontszámokra. Magyarul azt találták, hogy a társadalmi összetartás ellentétesen függ össze a vallásossággal.[38][39]
- Smith et. al. tanulmányukban azt találták, hogy különféle hívők és nem hívők csoportja egy kísérletben nem különbözött abban, hogy melyikük csalt többször vagy volt jobban hajlandó segíteni hátrányos helyzetű gyerekeken.[40]
- Hunsberger et. al. úgy találta, hogy vallásos emberek nem vesznek részt nagyobb számban segélyszervezetekben.[41]
- McKenna úgy találta, hogy papok nem voltak segítőkészebbek egy autóbaleset kapcsán a segélyhívás megfelelő továbbításában.[42]
- Darley és Batson egy kísérletben azt vizsgálta, mitől függ az, hogy egy rászoruló emberen ki segít. Azt találták, hogy az emberek sietsége jelentősen akadályozta a segítségadást. Ugyanakkor az, hogy a kísérleti alanyok éppen egy szamaritánus bibliai prédikációra készültek, mint előadók, egyáltalán nem tette valószínűvé azt, hogy megálljanak segíteni. Ez az összefüggés arra mutat, hogy a vallásos erkölcs közvetlen, azonnali prédikálásának sincs pozitív hatása. Tehát még akkor sincs pozitív hatás, ha a vallásos hittétel éppen aktívan ott van az ember fejében.[43]

Felvethető kérdés, hogy erkölcs alatt milyen erkölcsöt nézünk? Nyilvánvalóan nem sokat jelentene, ha kimutatnák, hogy a hívők ateista erkölcsrendszernek nem tesznek eleget, és ateisták hívő etikai mércével bizonyulnának rosszabbnak, vagy nem jobbnak. Ezek könnyen magyarázható jelenségek volnának. A felmérésekben kulcs, hogy olyan értékeket vizsgáltak, melyeket az adott vallások mindenképpen vallanak, és általában az ateisták is. Ateista részről lehetséges volna az, hogy sokan elvetnék ezeket az értékeket, ez magyarázna egy olyan eredményt, amely szerint rosszabbul teljesítenének. De pont ez az érdekes, hogy nincs szükség ilyen magyarázatra.

### Boldogság, mentális egészség
Egy bevett nézet, és vallás melletti érv, hogy a hívő emberek boldogabbak és egészségesebbek. Shaver és Sadd azt találták, hogy az ateisták és az erős hitűek fizikai és mentális egészsége jobb, mint a közepesen vallásosoké. Az ateisták és erősen vallásosok hasonlóan teljesítettek
Egy az ateisták, illetve nem-hívők mentális egészségével foglalkozó könyv megfelelő fejezetében egy cikk-jellegű meta-tanulmányban a szerzők az absztraktban arra jutottak, hogy a nem-hívők alternatív módokon ugyanolyan mentális egészségre tudnak jutni, beleértve az erkölcsöt is, mint a hívők. Teszik ezt részben szertartások, spiritualizmus alkalmazásával, illetve nem vallásos "hitek" elfogadásával, amelyek segítik őket feszült helyzetben, és irányítja az életüket. Itt a "hit" nyilván pszichológiai értelemben szerepel, mint elfogadott nézetrendszer, függetlenül ennek tudományos igazoltságától vagy ennek hiányától. 

## Az ateizmus elterjedése

### Az ateizmus a világban
- Egy 1995-ös, az Encyclopædia Britannica számára készült felmérés szerint a világ népességének 14,7%-a nem vallásos, és 3,8%-a ateista.[46]
- Az Adherents.com 2002-ben a világ szekuláris, hitetlen, agnosztikus és ateista népességét 14%-ra becsülte. (Ez egy felső becslés.)[47]
- Egy 2004-es, a BBC számára készült, 10 országra kiterjedő felmérés szerint azok aránya, akik nem hisznek Istenben vagy más felsőbb hatalomban, 10% volt; az egyes országokban az érték 0% és 30% között mozgott. Körülbelül 8% mondta kifejezetten ateistának magát.[48]
- A Pew Research Center 2004-es felmérése szerint az Egyesült Államokban a 30 év alatti népesség 12%-a, a 30 év feletti népesség 6%-a nem mondható vallásosnak.[49]
- Az ateizmus és az IQ közötti összefüggést vizsgáló tanulmányok többsége enyhe pozitív korrelációt talált.[50]
- Az amerikai National Academy of Sciences 1998-as felmérése szerint, a tudósok 72%-a ateistának, 21%-a agnosztikusnak, és 7%-a istenhívőnek vallotta magát.[51] (A válaszolási arány azonban nagyon alacsony (50% körüli) volt, ami kérdésessé teszi a felmérés megbízhatóságát.)

### Az ateizmus Európában

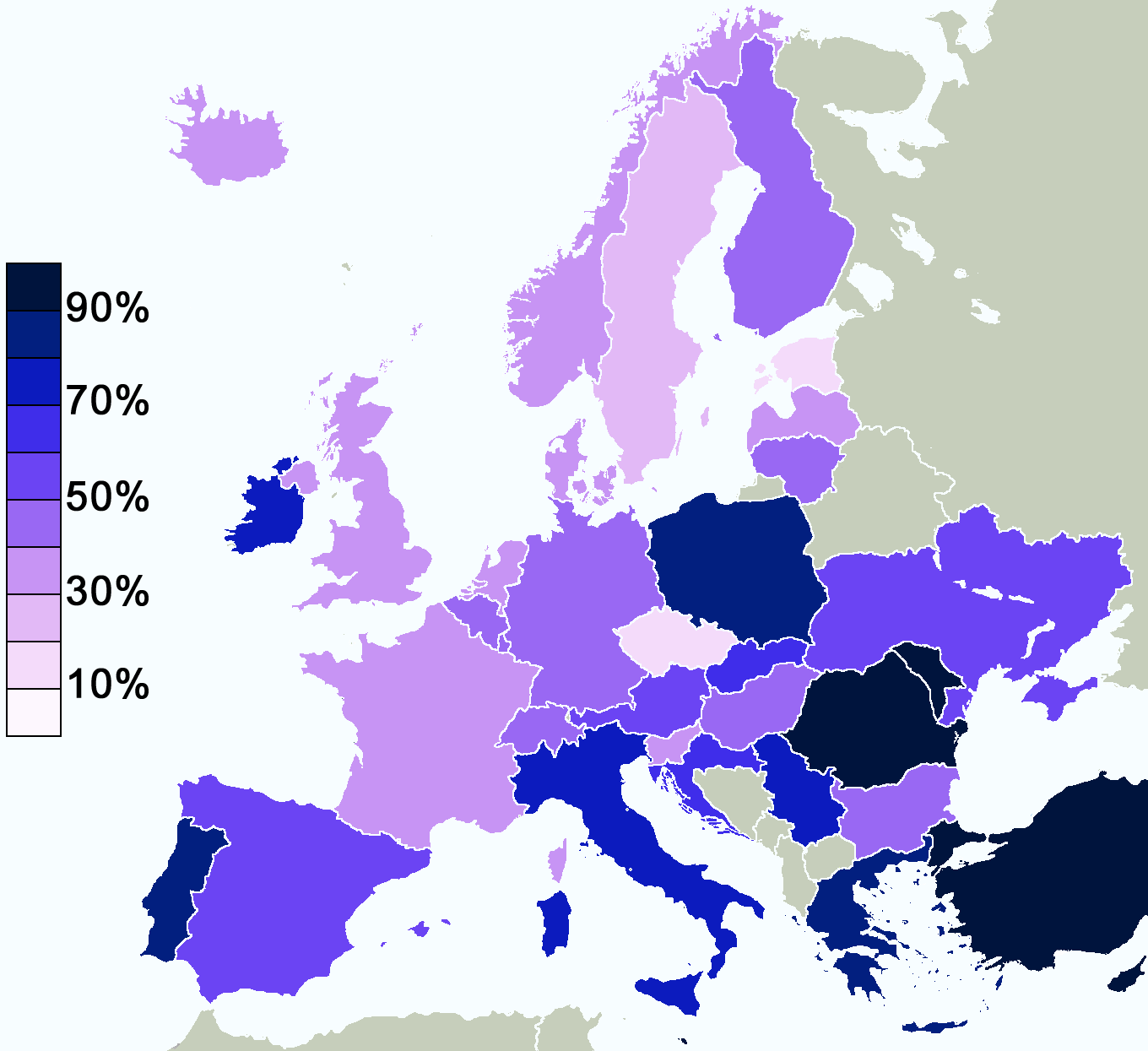
Az "Istenben hívő" válaszadók százalékos aránya az európai országokban a 2005-ös Eurobarometer felmérés alapján

A 2005-ös Eurostat Eurobarometer felmérés során az Európai Unió polgárainak 52%-a válaszolt, úgy, hogy "hisznek Istenben", 27% "hisz valamilyen felsőbb lény, vagy erő létezésében" és 18% hogy "nem hisz felsőbb lény, Isten vagy erő létezésében". Az egyes országok között éles különbségek mutatkoztak: míg máltaiak 95%-a mondta, hogy hisz Istenben, az észt válaszolók közül csak 16% jelölte meg ezt a választ.
Egy 1991-es felmérés szerint az ateisták aránya az egykori Kelet-Németországban 88% volt.
Az angol Royal Society tagságán elvégzett felmérés szerint csak 3,3% hitt istenben, miközben az általános brit arány ekkor 68,5% volt.
Egy német fiatalok körében végzett 2006-os felmérés szerint nem beszélhetünk a vallások reneszánszáról. A fiatalok jelentős része nem hisz egy személyes istenben, ha vallásos, akkor „light” vallásos, vagy „patchwork” vallása van. Bár az egyházakról pozitív nézetek a dominánsak, az értékválasztásban az egyházak mégsem játszanak autoritív szerepet. Nagy eltérés van Kelet- és Nyugat-Németország között, az előbbiben a vallástalanság elterjedtebb, az utóbbiban az említett light vallásosság a jellemzőbb.

### Magyarországi statisztikák
- Magyarországon egy 1999-es Medián-felmérés[57] szerint 28% nem tartotta magát vallásosnak, és további 3% nem válaszolt.
- A 2001-es magyar népszámláláson, ahol a vallási felekezethez való tartozásról kérdeztek, 14,5% nem vallotta magát egyik felekezethez tartozónak sem, 10,1% nem válaszolt.[58]
- Egy 2005-ös felmérés szerint a 15-29 év közötti magyar fiatalok 58%-a tartja vallásosnak magát, egyházi keretek között 10% gyakorolja vallását.[59]
- Az utolsó, 2022-es népszámlálás adatai szerint az ország lakosságának 27 százaléka tartotta magát vallástalannak.[60][61]

## Időbeli trendek
- A WIN-Gallup 2012-ben 57 országban 50000 ember megkérdezésével végzett felmérése alapján a meggyőződéses ateizmus ezekben az országokban átlagban 3 százalékkal nőtt, míg a vallásosság 9 százalékkal csökkent. A maradék 6 százalék a nem vallásos, nem meggyőződéses ateisták növekedése. A meggyőződéses ateista vélhetően az erős ateistának, míg a nem vallásos nagyrészt gyenge ateistának felel meg, de lehetnek eltérések.[18]
- Felmérés Nagy-Britanniában az egyházi tagok relatív és abszolút csökkenéséről a 20. században, a népességadatok ezer főben;

| Év   | Egyházi tagok | Össznépesség (Nagy-Britannia) | Tagok a népesség százalékában |
| ---- | ------------- | ----------------------------- | ----------------------------- |
| 1900 | 8664          | 32 237                        | 27%                           |
| 1920 | 9803          | 44 027                        | 22%                           |
| 1940 | 10 017        | 47 769                        | 21%                           |
| 1960 | 9918          | 52 709                        | 19%                           |
| 1980 | 7529          | 56 353                        | 13%                           |
| 2000 | 5862          | 59 122                        | 10%                           |

(ld. Bruce, 2002)
- Felmérés Nagy-Britanniában a vasárnapi iskola hallgatóinak csökkenéséről a 20. században

| Év   | Vasárnapi iskola hallgatók a népesség százalékában |
| ---- | -------------------------------------------------- |
| 1900 | 55%                                                |
| 1920 | 49%                                                |
| 1940 | 36%                                                |
| 1960 | 24%                                                |
| 1980 | 9%                                                 |
| 2000 | 4%                                                 |

(ld. Bruce, 2002)

## Káros hatások
Egy, a Cognitive Science-ben 2014-ben megjelent tanulmány szerint a vallásosan nevelkedett gyerekeknek több problémájuk van a más, egyértelműen kitalált fikcióknak a valóságtól való megkülönböztetésében, a fikciókban levő lehetetlenségek helyes felismerésében.